# Hamowana
Hamowana – część wsi Kielno w Polsce, położona w województwie pomorskim, w powiecie wejherowskim, w gminie Szemud. Wchodzi w skład sołectwa Kielno.
W latach 1975–1998 Hamowana administracyjnie należała do województwa gdańskiego.